# Episodi di Il commissario Köster (ottava stagione)
La ottava stagione della serie televisiva Il commissario Köster è stata trasmessa in prima visione negli Germania da ZDF dal 6 gennaio 1984. 
| n. | Titolo originale            | Titolo italiano                 | Prima TV Germania | Prima TV Italia |
| -- | --------------------------- | ------------------------------- | ----------------- | --------------- |
| 1  | Alleingang                  | Azione solitaria                | 06.01.1984        |                 |
| 2  | Zwei Särge aus Florida      | Due bare dalla Florida          | 03.02.1984        |                 |
| 3  | Perfektes Geständnis        | Una confessione perfetta        | 09.03.1984        |                 |
| 4  | Von Mord war nicht die Rede | L'omicidio non era previsto     | 06.04.1984        |                 |
| 5  | Reihe 7 Grab 11             | Fila 7, tomba 11                | 04.05.1984        |                 |
| 6  | Die Hellseherin             | La chiaroveggente               | 01.06.1984        |                 |
| 7  | Fluchthilfe                 | Assistenza profughi             | 06.07.1984        |                 |
| 8  | Der Unbekannte im Spiel     | Il mistificatore sconosciuto    | 17.08.1984        |                 |
| 9  | Brennweite Tausend          | Focale mille                    | 21.09.1984        |                 |
| 10 | Das Ende vom Lied           | La fine della storia            | 12.10.1984        |                 |
| 11 | Der Klassenkamerad          | Il compagno di classe           | 09.11.1984        |                 |
| 12 | Die Tote im Schloßpark      | Omicidio nel parco del castello | 07.12.1984        |                 |

## Azione solitaria
- Titolo originale: Alleingang
- Diretto da: Helmuth Ashley
- Scritto da: Volker Vogeler
- Interpreti: Siegfried Lowitz - Erwin Köster, Michael Ande, Jan Hendriks - Martin Brenner, Wolfgang Zerlett - Meyer Zwo, Peter Carsten - Bernd Wallusch, Werner Pochath - Patrick, Lisa Kreuzer - Marianne Brinkmann, Hans Brenner - Jochen Borst, Peter Bertram - Muhle, Frithjof Vierock - Fred Schalla, Hans-Dieter Asner - Dr. Balsam, Ulli Kinalzik - Schorsch, Josef Fröhlich - custode

### Trama
Una rapina a mano armata in un supermercato viene messa in atto da tre uomini durante il prelievo del contante da un trasporto valori. Rimane sul terreno una guardia giurata.

## Due bare dalla Florida
- Titolo originale: Zwei Särge aus Florida
- Diretto da: Günter Gräwert
- Scritto da: Bruno Hampel
- Interpreti: Siegfried Lowitz - Erwin Köster, Michael Ande - Heymann, Jan Hendriks - Martin Brenner, Henning Schlüter - Millinger, Wolfgang Zerlett - Meyer Zwo, Marianne Hoppe - Charlotte Steinburger, Sissy Höfferer - Uta Steinburger, Sven-Eric Bechtolf- Peter Steinburger, Manfred Lehmann - Jochen Wendisch, Lola Müthel - Frau Lupo, Michael Maien - Robert Lupo, Franjo Marincic - Ricardo Lupo, Daniel Jacob - Guido Lupo, Alexander Kerst - Dr. Bertram, Hans Häckermann - avv. Zanotti, Hans-Dieter Asner - procuratore, Gisela Kade, Ulf Söhmisch

### Trama
Arrivano due bare dalla Florida, con un volo intercontinentale, con i corpi di due cittadini tedeschi morti in un incidente.

## Una confessione perfetta
- Titolo originale: Perfektes Geständnis
- Diretto da: Jürgen Goslar
- Scritto da: Detlef Müller
- Interpreti: Siegfried Lowitz - Erwin Köster, Michael Ande - Heymann, Jan Hendriks - Martin Brenner, Henning Schlüter - Millinger, Wolfgang Zerlett - Meyer Zwo, Diana Körner - Karin Wollank, Christian Quadflieg - Edgar Wollank, Mathieu Carrière - Jochen Holmer, Peter Neusser - Toni Mittler, Rainer Basedow - Der Dicke, Holger Petzold - taxista, Eva Hatzelmann - vicina

### Trama
Un uomo carcerato esce per permesso premio nei fine settimana. Andando a casa dalla moglie scopre una relazione extraconiugale.

### Colonna sonora
- Frank Duval, Something Is Crying

## L'omicidio non era previsto
- Titolo originale: Von Mord war nicht die Rede
- Diretto da: Jürgen Goslar
- Scritto da: Detlef Müller
- Interpreti: Siegfried Lowitz - Erwin Köster, Michael Ande - Heymann, Jan Hendriks - Martin Brenner, Michael Degen - Werner Kolbe, Anja Jaenicke - Angela Kolbe, Martin Semmelrogge - Fritz Happner, András Fricsay Kali Son - Horst Buscheck, Werner Kreindl - Dr. Damholz, Angela Hillebrecht - Martha Damholz, Willy Semmelrogge - Knövel, Imo Heite - Otto, Robert Ceeh - Hartmann, Werner Günther Fritz - Ernest Hammer

### Trama
Un uomo con la figlia paralizzata da un incidente d'auto vuole vendicare la figlia e ingaggia due motociclisti per picchiare il responsabile dell'incidente. Purtroppo avverrà un omicidio non voluto.

## Fila 7, tomba 11
- Titolo originale: Reihe 7 Grab 11
- Diretto da: Theodor Grädler
- Scritto da: Bruno Hampel
- Interpreti: Siegfried Lowitz - Erwin Köster, Michael Ande - Heymann, Jan Hendriks - Martin Brenner, Karl Walter Diess - Richard Brack, Kurt Schmidtchen - Kurt Jeschonek, Lisa Kreuzer - Renate Huber, Werner Stocker - Ludwig Huber, Max Mairich - Fullinger, Josef Fröhlich - Schubert, Gaby Herbst - amica di Schubert, Werner Asam - muratore, Wimmer Peter Kuhnert - camionista bevande

### Trama
Un carcerato durante i lavori forzati in una foresta riesce a evadere. Durante le indagini la storia del ricercato dice che fu autore di una rapina in banca con dei complici. Il bottino venne nascosto dal ricercato nella tomba del padre.

## La chiaroveggente
- Titolo originale: Die Hellseherin
- Diretto da: Theodor Grädler
- Scritto da: Volker Vogeler
- Interpreti: Siegfried Lowitz - Erwin Köster, Michael Ande - Heymann, Jan Hendriks - Martin Brenner, Wolfgang Zerlett - Meyer Zwo, Witta Pohl - Hilda Gust, Paul Albert Krumm - Hubert Gust, Hans Georg Panczak - Bernd Gall, Wega Jahnke - Frau Barner, Käte Jaenicke - Frau Fischer, Rita Russek - Viola Parma, Fritz Straßner - Herr Mannstein, Robert Naegele - Dr. Schneider, Pascal Breuer - Thomas Berthold, Werner Schulenberg - netter Stricher, Hannes Jaenicke - rotziger Stricher

### Trama
Una ragazza scompare. Durante le indagini si fa avanti una chiaroveggente che dice di sapere dov'è.

## Assistenza profughi
- Titolo originale: Fluchthilfe
- Diretto da: Günter Gräwert
- Scritto da: Volker Vogeler
- Interpreti: Siegfried Lowitz - Erwin Köster, Michael Ande - Heymann, Jan Hendriks - Martin Brenner, Wolfgang Zerlett - Meyer Zwo, Sonja Sutter - Franziska Scheschtok, Gila von Weitershausen - Gloria Greve, Klausjürgen Wussow - Werner Greve, Elfriede Kuzmany - Johanna Brasch, Hans Quest - Dr. Naugard, Dirk Galuba - Walter Colling, Holger Petzold - avv. Weiß, Peter Ptacek, Günter Clemens - poliziotto, Hans Stadlbauer - Schneider, Gert Burkard - cameriere

### Trama
Due donne e un uomo soci in affari sono al ristorante. Una socia dice che vuole uscire dalla società e reclama la sua parte; vuole viaggiare. A fine serata ritorneranno alle rispettive case. La socia che voleva lasciare la compagnia, il mattino seguente, viene ritrovata suicida caduta dal balcone di casa.

## Il mistificatore sconosciuto
- Titolo originale: Der Unbekannte im Spiel
- Diretto da: Theodor Grädler
- Scritto da: Detlef Müller
- Interpreti: Siegfried Lowitz - Erwin Köster, Michael Ande - Heymann, Jan Hendriks - Martin Brenner, Wolfgang Zerlett - Meyer Zwo, Peter Pasetti - Max Amelung, Thekla Carola Wied - Karin Amelung, Claudia Butenuth - Franziska Rönisch, Sky du Mont - Rüdiger Rönisch, Karl Heinz Vosgerau - Dr. Fasold, Henry Stolow - Karl-Heinz Busse, Dieter Schidor - Klaus Richard, Hilde Volk - Frau Pleimes, Helma Seitz - Frau Mechtling, Christine Neubauer, Oliver Domnick

### Trama
L'industriale Amelung dopo essere rimasto vedovo, sposa una donna più giovane di lui. La figlia dell'industriale non accetta la relazione.

## Focale mille
- Titolo originale: Brennweite Tausend
- Diretto da: Dietrich Haugk
- Scritto da: Bruno Hampel
- Interpreti: Siegfried Lowitz - Erwin Köster, Michael Ande - Heymann, Jan Hendriks - Martin Brenner, Wolfgang Zerlett - Meyer Zwo, Günter Lamprecht - Konrad Paulsen, Sissy Höfferer - Helga Paulsen, Christian Quadflieg - Wolf Mogge, Helmut Rühl - Ben Klages, Michael Boettge - uomo in pelle, Claudia Amm - Carola Erdmann, Klaus Krüger, Holger Petzold

### Trama
Un pensionato che vive con la figlia si diletta di osservazioni astronomiche e terrestri dal solaio di casa. Un giorno fotografa un omicidio, mediante un teleobiettivo molto potente, che avviene dal tetto di un edificio in costruzione.

## La fine della storia
- Titolo originale: Das Ende vom Lied
- Diretto da: Theodor Grädler
- Scritto da: Volker Vogeler
- Interpreti: Siegfried Lowitz - Erwin Köster, Michael Ande - Heymann, Jan Hendriks - Martin Brenner, Wolfgang Zerlett - Meyer Zwo, Helmuth Lohner - Dr. Werner Grasshof, Udo Vioff - Peter Burgmann, Inge Birkmann - Vera Paschke, Eleonore Weisgerber - Michaela Gernot, Peer Augustinski - Karsten Gernot, Hans Quest - Professor Wiesner, Gaby Herbst - Maria Baumgartner, Georg Maier - Karl Baumgartner, Klaramaria Skala, Heini Göbel

### Trama
Un medico dice ad un amico di essere gravemente malato, di avere pochi mesi di vita. La persona malata decide di vendicarsi su un suo altro conoscente che aveva portato via la donna amata.

### Colonna sonora
- Franz Liszt, Sonata in si minore

## Il compagno di classe
- Titolo originale: Der Klassenkamerad
- Diretto da: Günter Gräwert
- Scritto da: Volker Vogeler
- Interpreti: Siegfried Lowitz - Erwin Köster, Michael Ande - Heymann, Jan Hendriks - Martin Brenner, Wolfgang Zerlett - Meyer Zwo, Wolfgang Kieling - Walter Nolle, Rolf Henniger - Sir Baldur, Towje Kleiner - Rolly, Werner Pochath - Ballmann, Karl Walter Diess - Segebrecht, Jürgen Schmidt - Dottore, Franjo Marincic - Schikorra, Günter Gräwert - Stephan Ulica, Thomas Astan - Werner Groth, Giselle Vesco - Margarethe Nolle, Toni Huber - Helmut Nolle, Helga Anders - venditrice, Simone Brahmann, Peter Ptacek

### Trama
Un carcerato vecchia conoscenza di Koester viene liberato e appena uscito attentano alla sua vita. Da lì nasce un'amicizia tra i due.

## Omicidio nel parco del castello
- Titolo originale: Die Tote im Schloßpark
- Diretto da: Jürgen Goslar
- Scritto da: Jürgen Goslar
- Interpreti: Siegfried Lowitz - Erwin Köster, Michael Ande - Heymann, Jan Hendriks - Martin Brenner, Wolfgang Zerlett - Meyer Zwo, Elisabeth Müller - Ilse von Seydl, Günther Ungeheuer - Friedrich von Seydl, Beate Finckh - Yvonne, Dirk Galuba - Klaus von Ahlen, Martin Semmelrogge - Philipp Hammelt, Alexander Hegarth - Dr. Lohberg, Natascha Spalj - Ines, Sepp Wäsche - Josef Thalmeier

### Trama
Il commissario indaga sulla morte di una donna trovata in un parco di una residenza privata.

### Colonna sonora
- Albert Schweitzer-Johann Sebastian Bach, Toccata, adagio e fuga in Do maggiore